# Norges fylken
Norges fylken (nordsamiska: fylka; sydsamiska: fylhke; lulesamiska: fylkka; kvänska: fylkki) är sedan 1919 de norska förvaltningsområden, fylken, som motsvaras av län i Sverige. Ett fylke är en regional administrativ enhet (förvaltningsenhet) och indelas i kommuner. Från och med 2024 finns det 15 fylken i Norge. Under åren 2020–2023 fanns det 11 fylken, dessförinnan fanns det 19 fylken.
Jan Mayen, Svalbard, Bouvetön, Peter I:s ö och Drottning Mauds land har en särställning och ingår inte i något fylke och har inte kommuner. De styrs (i princip) endast av staten.

## Historiska indelningar
Alltsedan Norge enades i ett enda kungarike har det funnits geografiska indelningar med egna lagstiftande församlingar. Mellan 900 och 1200-talen var ledet uppdelat i fyra lagting, som i sin tur (med vissa undantag) var indelade i fylken, men många områden – däribland Jamtaland, Herjedalen, Lofoten, Finnmark och Färöarna – ingick varken i ting eller fylken. Från slutet av 1100-talet delades Norge in i syssel, vilket från 1500-talet (då Norge var i union med Danmark) följdes av en indelning i ett mindre antal len. År 1662 döptes de nio länen om till amt, vilka 1671 slogs ihop till fyra stiftsamt, som 1730 åter delades upp i totalt 17 amt. Från 1760 fanns fyra stiftsamt, indelade i mindre amt och län. Från 1919 namnändrades både större och mindre amt till ett 20-tal fylken (norska: fylker).

## Fylkeskommunen
En fylkeskommune är en offentlig, folkstyrd myndighet som tillvaratar enskilda offentliga förvaltnings- och tjänsteproducerande uppgifter i ett fylke.
Varje fylke med undantag för Oslo utgör en fylkeskommun (kommunlagens tredje paragraf). Huruvida Oslo enligt lagen ska anses som en kommun, en fylkeskommun eller bådadera avgörs från fall till fall.
Fylkestinget väljs direkt av fylkets invånare vid kommun- och fylkestingsval. Direktval till fylkestinget beslutades av Stortinget 1974 och hölls första gången 1975. Val hålls vart fjärde år och nästa val hålls 2027.
Fylkesrådman är den översta administrativa ledaren av en fylkeskommun. Fylkesordföranden är den valde ledaren av fylkestinget.

## Statsforvalteren
Statsforvalter är en statlig ämbetsman som finns i varje fylke och som utses av regeringen och som leder en statlig myndighet kallad Statsforvalteren.  Detta motsvarar landshövdingen och länsstyrelsen i Sverige. 
Statsforvalterens uppgifter innefattar bland annat följande:
- att verka för fylkets gagn och bästa
- att utgöra värdmyndighet för regionala statliga myndigheter (sektorsmyndighet)
- att samordna kommuner och regionala statliga myndigheter
- att utöva tillsyn över kommunernas ekonomi och styrning
- att utöva tillsyn över vissa kommunala verksamheter utifrån särlagstiftning
- att utgöra överinstans för vissa kommunala beslut
- att ge vägledning för kommunernas verksamhet

Statsforvalteren har också möjlighet att ta initiativ till utveckling och verkställande av nya förslag, vilket delvis ger statsforvalteren en politisk roll.
Statsforvalteren kallades tidigare fylkesmannen, men fick ett nytt könsneutralt namn från 1 januari 2021.

## Norges fylken till och med 2019
| Nummer | Fylke            | Huvudort     |
| ------ | ---------------- | ------------ |
| 01     | Østfold          | Sarpsborg    |
| 02     | Akershus         | Oslo         |
| 03     | Oslo             | Oslo         |
| 04     | Hedmark          | Hamar        |
| 05     | Oppland          | Lillehammer  |
| 06     | Buskerud         | Drammen      |
| 07     | Vestfold         | Tønsberg     |
| 08     | Telemark         | Skien        |
| 09     | Aust-Agder       | Arendal      |
| 10     | Vest-Agder       | Kristiansand |
| 11     | Rogaland         | Stavanger    |
| 12     | Hordaland        | Bergen       |
| 13     | Bergen           | Bergen       |
| 14     | Sogn og Fjordane | Hermansverk  |
| 15     | Møre og Romsdal  | Molde        |
| 16     | Sør-Trøndelag    | Trondheim    |
| 17     | Nord-Trøndelag   | Steinkjer    |
| 18     | Nordland         | Bodø         |
| 19     | Troms            | Tromsø       |
| 20     | Finnmark         | Vadsø        |

Den 1 januari 1972 gick Bergen fylke (13) upp i Hordaland fylke (12).
Den 1 januari 2018 slogs Sør-Trøndelag fylke (16) samman med Nord-Trøndelag fylke (17) för att tillsammans bilda Trøndelag fylke (50).

## Norges fylken 2020–2023
Stortinget beslutade den 8 juni 2017 att följande sammanslagningar ska ske av fylken till större enheter, vilket började gälla den 1 januari 2020:
| Nummer | Fylke                                                     | Huvudort                 | Beskrivning                                              |
| ------ | --------------------------------------------------------- | ------------------------ | -------------------------------------------------------- |
| 03     | Oslo                                                      | Oslo                     | Som tidigare                                             |
| 11     | Rogaland                                                  | Stavanger                | Som tidigare                                             |
| 15     | Møre og Romsdal                                           | Molde                    | Som tidigare                                             |
| 18     | Nordland Nordlánnda                                       | Bodø                     | Som tidigare                                             |
| 30     | Viken                                                     | Oslo, Drammen, Sarpsborg | Före den 1 januari 2020 Buskerud, Akershus och Østfold   |
| 34     | Innlandet                                                 | Hamar, Lillehammer       | Före den 1 januari 2020 Oppland och Hedmark              |
| 38     | Vestfold og Telemark                                      | Skien                    | Före den 1 januari 2020 Vestfold och Telemark            |
| 42     | Agder                                                     | Kristiansand, Arendal    | Före den 1 januari 2020 Aust-Agder och Vest-Agder        |
| 46     | Vestland                                                  | Bergen, Leikanger        | Före den 1 januari 2020 Hordaland och Sogn og Fjordane   |
| 50     | Trøndelag Trööndelage                                     | Steinkjer                | Före den 1 januari 2018 Nord-Trøndelag och Sør-Trøndelag |
| 54     | Troms og Finnmark Romsa ja Finnmárku Tromssa ja Finmarkku | Tromsø, Vadsø            | Före den 1 januari 2020 Troms och Finnmark               |

## Norges fylken från och med 2024
Stortinget beslöt den 14 juni 2022 att tre av de fylken som skapades 2020 ska upplösas och ersättas med de fylken som fanns före sammanslagningen. Ett undantag finns vad gäller fylkestillhörighet, Jevnakers och Lunners kommuner kommer att tillhöra Akershus fylke trots att de innan sammanslagningen tillhörde Oppland fylke. I och med detta har Norge femton fylken.
| Nummer | Fylke                        | Huvudort              | Beskrivning                                              |
| ------ | ---------------------------- | --------------------- | -------------------------------------------------------- |
| 03     | Oslo                         | Oslo                  | Som tidigare                                             |
| 11     | Rogaland                     | Stavanger             | Som tidigare                                             |
| 15     | Møre og Romsdal              | Molde                 | Som tidigare                                             |
| 18     | Nordland Nordlánnda          | Bodø                  | Som tidigare                                             |
| 31     | Østfold                      | Sarpsborg             | 2020-2023 del av Viken                                   |
| 32     | Akershus                     | Oslo                  | 2020-2023 del av Viken                                   |
| 33     | Buskerud                     | Drammen               | 2020-2023 del av Viken                                   |
| 34     | Innlandet                    | Hamar, Lillehammer    | Före den 1 januari 2020 Oppland och Hedmark              |
| 39     | Vestfold                     | Tønsberg              | 2020-2023 del av Vestfold og Telemark                    |
| 40     | Telemark                     | Skien                 | 2020-2023 del av Vestfold og Telemark                    |
| 42     | Agder                        | Kristiansand, Arendal | Före den 1 januari 2020 Aust-Agder och Vest-Agder        |
| 46     | Vestland                     | Bergen, Leikanger     | Före den 1 januari 2020 Hordaland och Sogn og Fjordane   |
| 50     | Trøndelag Trööndelage        | Steinkjer             | Före den 1 januari 2018 Nord-Trøndelag och Sør-Trøndelag |
| 55     | Troms Romsa Tromssa          | Tromsø                | 2020-2023 del av Troms og Finnmark                       |
| 56     | Finnmark Finnmárku Finmarkku | Vadsø                 | 2020-2023 del av Troms og Finnmark                       |